# Люксембургская зона оккупации Германии
Люксембургская зона оккупации Германии — два сектора на западе Германии, входившие во французскую зону оккупации после Второй мировой войны, находившиеся под контролем люксембургской армии с ноября 1945 года по июль 1955 года. Несмотря на свои скромные размеры и население, Люксембург принял участие в оккупации Германии, что имело для страны важное политическое значение, определяя её положение в послевоенной Европе и позволяя заявить о своих претензиях на репарации и, потенциально, аннексию приграничных территорий.
Оккупационные силы Люксембурга, сформированные из 1-го и 2-го пехотных батальонов, прибывали в Германию поэтапно, начиная с ноября 1945 года, и находились под тактическим командованием французской бронетанковой дивизии, размещенной в Трире. В период оккупации на территории Битбурга наблюдалось постоянное присутствие люксембургских войск, чья численность в 1950-х годах достигала 1100 человек. Несмотря на формальный контроль над выделенными секторами, люксембургская администрация имела ограниченные полномочия в гражданском управлении, которое оставалось в ведении французских военных властей. Это положение привело к тому, что роль люксембургских оккупантов воспринималась как второстепенная, вызывая недовольство как со стороны немецкого населения, так и среди самих люксембуржцев. Тем не менее, оккупация сыграла значительную роль в формировании послевоенной внешней политики Люксембурга, а также оказала существенное влияние на социальные и культурные процессы в оккупированных районах.
Взаимодействие между оккупационными силами и местным населением было неоднозначным: отмечались как случаи жестоких проявлений власти со стороны люксембургских патрулей, так и проявления неформальных контактов, например, на чёрном рынке и в сфере бытового обслуживания. Демонстративное поднятие люксембургского флага, регулярные парады, а также реквизиция жилья у немецкого населения стали символами оккупационного режима, вызывая недовольство и протесты со стороны оккупированных немцев. Вместе с тем, между оккупантами и оккупированными существовали также и точки соприкосновения, обусловленные общим языком, католической религией и региональными традициями. Оккупация Люксембургом немецких территорий завершилась в 1955 году и остаётся малоизвестным эпизодом в истории послевоенной Европы.

## Предыстория

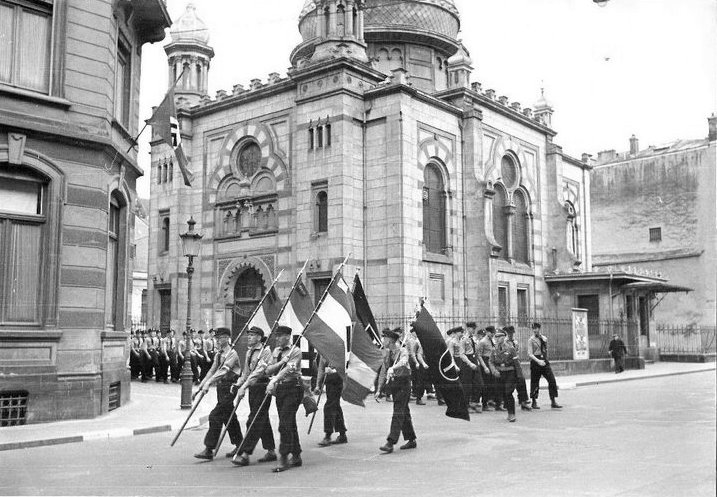
Парад нацистов в Люксембурге, 1941 год

Во время обеих мировых войн Люксембург был оккупирован Германией. В Первой мировой войне немецкая оккупация продлилась с 1914 по 1918 год. Во время Второй мировой войны страна была оккупирована нацистской Германией в 1940 году, но в Великобритании находилось люксембургское правительство в изгнании, которое отказалось от своей многолетней политики нейтралитета и стало поддерживать военные усилия Антигитлеровской коалиции с 1942 года. Люксембург был освобождён союзниками к концу 1944 года. После капитуляции Германии в 1945 году её территория была разделена на зоны оккупации между союзными державами. Несмотря на свои скромные размеры — по площади в сто раз меньше Великобритании и с населением всего 291 000 человек в 1947 году — Люксембург, тем не менее, стал одной из оккупационных держав в Германии после Второй мировой войны.

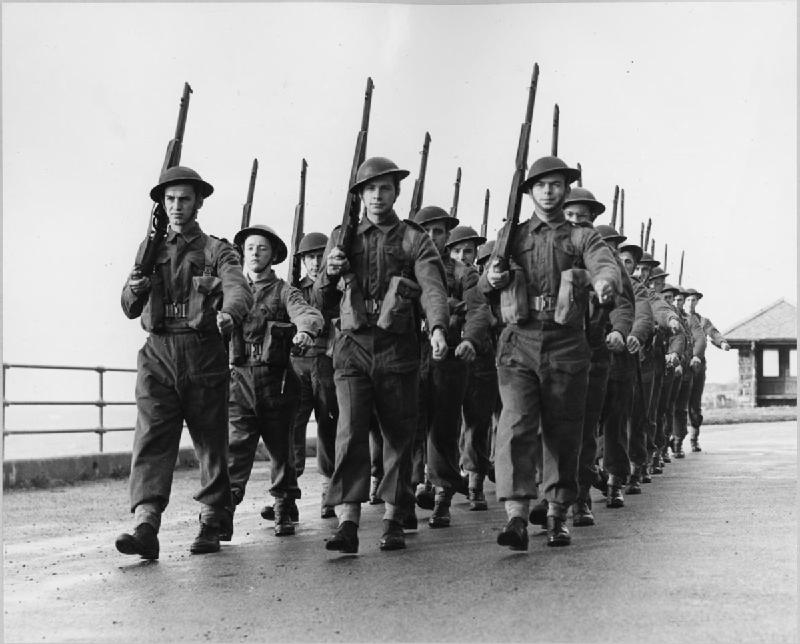
Солдаты из Люксембурга маршируют в Великобритании, 1943 год

Специально для участия в оккупации, в июле 1945 года были сформированы 1-й и 2-й пехотные батальоны в Вальферданже и Дюделанже, соответственно. Общая численность люксембургской армии на тот момент составляла около 2150 человек и включала два пехотных батальона и роту Великогерцогской гвардии, созданную еще в марте 1945 года и размещенную в казармах Святого Духа в городе Люксембург. 20 октября 1945 года в Баден-Бадене было подписано соглашение между представителями люксембургского правительства и Главного командования французских войск в Германии, согласно которому люксембургской армии выделялись два сектора во французской зоне оккупации.
В ноябре 1945 года 2-й пехотный батальон разместился в западной части района Битбург, а 1-й пехотный батальон занял западную часть района Саарбург и анклав Кастель-Штадт, при этом сам город Саарбург не входил в состав люксембургских секторов. Битбург до июля 1955 года являлся штабом люксембургских оккупационных войск в Германии, вплоть до отмены союзнического оккупационного статуса.
В отличие от других стран, участвовавших в оккупации, таких как Бельгия и Польша, чьи войска находились на территории Германии уже в конце войны, люксембургские вооруженные силы прибыли в качестве оккупационных сил с задержкой. Это было связано с медленным формированием послевоенной армии, специально предназначенной для выполнения оккупационных задач, которое завершилось только осенью 1945 года.

## Политическое значение оккупации
Участие Люксембурга в оккупации Германии имело для страны важное политическое значение, определяя её положение в послевоенной Европе. Прежде всего, участие в оккупации вместе с другими союзными державами служило наглядной демонстрацией приверженности Люксембурга антигитлеровской коалиции и стремления к интеграции в формирующийся западный блок. Это было важным шагом для закрепления статуса независимого государства и обеспечения его принятия в новые европейские и трансатлантические альянсы.
Контроль над собственной зоной оккупации предоставлял люксембургским дипломатам ощутимый политический вес. Эта территория рассматривалась как ценный ресурс для переговоров как с союзными державами («Большой четверкой»), так и с будущим германским государством. В качестве оккупационной державы Люксембург имел постоянное представительство в Союзном контрольном совете в Берлине, что давало стране возможность участвовать в дискуссиях о будущем Германии.
Кроме того, размещение войск на немецкой земле воспринималось люксембургскими властями как прямой способ давления на побежденного соседа. Оккупация задумывалась как инструмент, способный принудить будущую Германию выплатить репарации за ущерб и страдания, причиненные войной и немецкой оккупацией Люксембурга. Кроме того, она также рассматривалась как потенциальный инструмент для реализации аннексионных планов Люксембурга в отношении приграничных немецких территорий, направленных на получение территориальных выгод после Второй мировой войны, хотя эти планы в конечном итоге не были реализованы.

## Административный статус

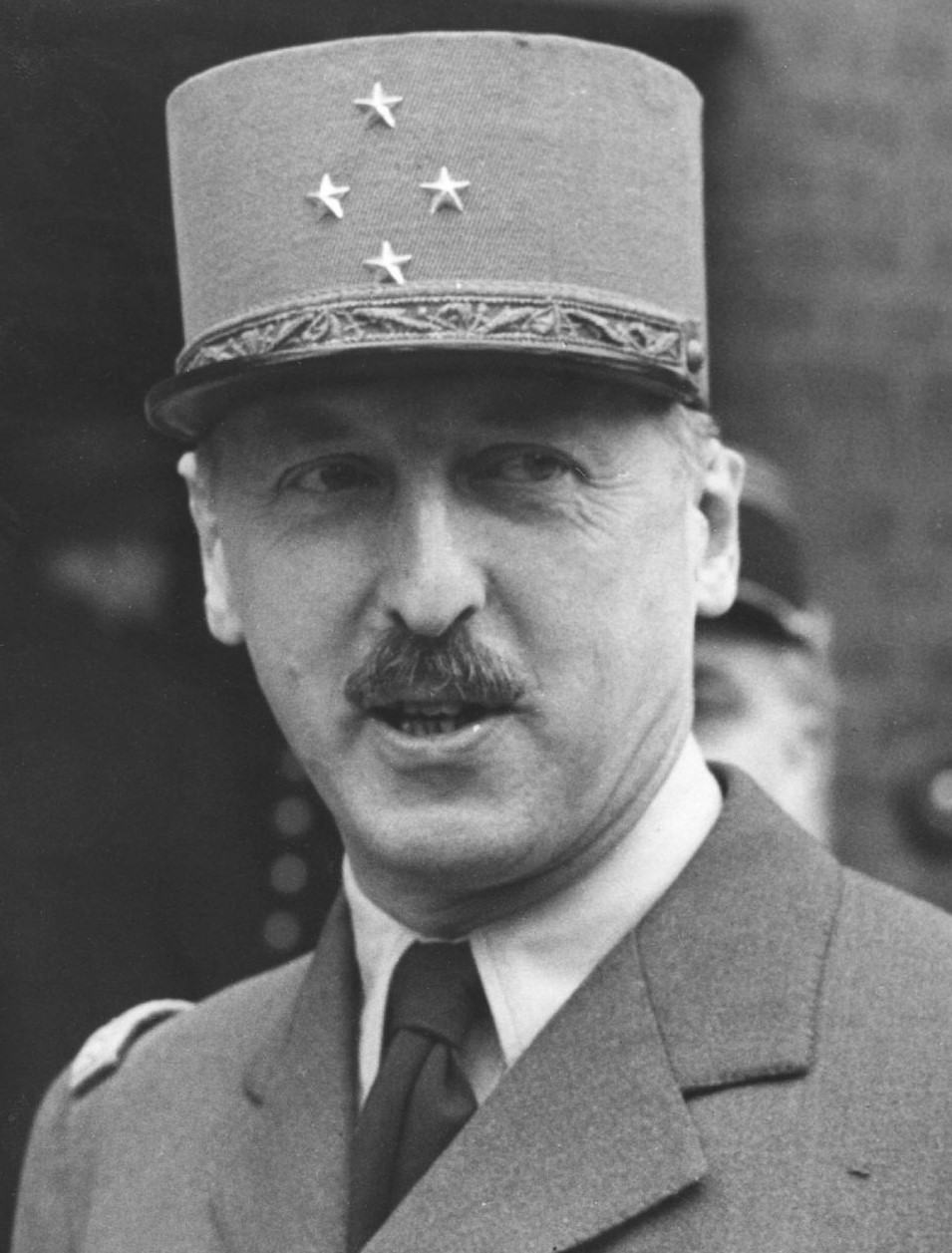
Генерал Пьер Кёниг, главнокомандующий французской оккупационной зоной в Германии

Политические возможности для действий малых оккупационных держав были сильно ограниченными. Французы дали люксембуржцам понять, что участие Люксембурга в оккупации ничего не изменило «в принципе французского суверенитета как в отношении правительства, так и в отношении военного командования на территориях, оккупированных люксембургскими войсками». Формально, оба округа, находились под контролем люксембургской армии и люксембургские войска являлись единственной военной силой в своей зоне оккупации. В тоже время, люксембургские оккупационные силы находились под тактическим командованием французской бронетанковой дивизии, дислоцированной в Трире, что предполагало их постоянную готовность к участию во французских манёврах и полицейских операциях.
В сфере гражданской администрации зависимость от французов была ещё большей. Несмотря на то, что люксембургские официальные лица и иностранные наблюдатели часто именовали эти территории «люксембургской зоной оккупации», французская позиция по этому вопросу была иной. В ноте Союзному контрольному совету в Берлине генерал Пьер Кёниг подчеркнул, что Люксембург не оккупирует ни полноценную зону, ни подзону, а лишь два символических сектора внутри французской зоны. Историк Эмиль Крие классифицирует их присутствие как «субоккупантами» во французской оккупационной зоне.
Генерал Пьер Кёниг не допускал люксембургских представителей к управлению гражданскими делами в секторах, оставляя это в ведении французского военного правительства. Таким образом, наряду с люксембургскими солдатами в секторах патрулировали французские жандармы, которые вмешивались в ход оккупации. Подобная ситуация подчиненного положения не была исключительно люксембургской особенностью, и другим союзным войскам, таким как бельгийцы, канадцы и поляки, также было отказано в создании собственной военной администрации в их секторах. Для решения любых вопросов, включая арест бывших национал-социалистов, создание новой инфраструктуры и незначительные закупки материалов необходимо было предварительное согласование с французским военным правительством. Вся переписка с немецкими местными властями должна была проходить через французские ведомства. Отношения между люксембуржцами и французами имели проблемы и конфликты. Так, французы, например, обвиняли люксембуржцев в незаконных реквизициях и несоблюдении французских прерогатив, в то время как люксембуржцы, в свою очередь, обвиняли французское военное правительство в «попустительстве немцам».
Как отметил люксембургский офицер в 1946 году, их роль сводилась к роли «оккупантов второго или третьего сорта». Это обстоятельство не укрылось от внимания местного немецкого населения, которое быстро осознало второстепенную роль люксембургских оккупантов. Из-за недостатка легитимности и ограниченности полномочий, люксембургские войска на начальном этапе оккупации прибегали к жёстким мерам, основанным на принуждении и негативных санкциях. Коллективные наказания, произвольные акты насилия и демонстрация силы стали характерными чертами люксембургского управления на раннем этапе, оказывая значительное влияние на повседневную жизнь и формируя динамику властных отношений между оккупантами и оккупированным населением.

## Оккупационные силы

### Присутствие
В своих «Директивах люксембургской политики в Германии» люксембургское армейское руководство обобщило задачу и миссию своих оккупационных войск и среди прочего зафиксировало в качестве указания: «Использовать все средства для уничтожения национал-социалистической доктрины и, следовательно, отстранить от участия в государственных делах любого члена партии или любого симпатизанта. Опираться с осторожностью и с постоянным стремлением к прозорливости на религиозные партии, особенно католические, которые, как правило, преследовались нацистами. Но не забывать формулу: „Нацизм — это эпизод, враг — пруссак“». Солдаты должны были руководствоваться этими директивами в своей повседневной деятельности.
Вскоре после размещения в зоне ответственности люксембургские войска приступили к выполнению задач, связанных с оккупационным режимом. В их обязанности входило обеспечение безопасности и поддержание общественного порядка, а также участие в мероприятиях по денацификации, направленных на выявление и нейтрализацию нацистских элементов и люксембургских коллаборационистов. Наряду с этим, батальоны, дислоцированные в зоне оккупации, выполняли задачи по совершенствованию начальной военной подготовки, полученной новобранцами в Великом Герцогстве. Кроме того, важной задачей люксембургской оккупационной армии было возвращение в Люксембург хранившихся в Саарбурге останков Иоанна Слепого, графа Люксембурга и короля Богемии, который пал в битве при Креси в 1346 году. Несмотря на некоторые опасения французов, в 1946 году, в годовщину битвы при Креси, останки были перевезены в Люксембург. Для многих люксембуржцев это был акт с большим символическим значением: возвращение великого героя из чужбины на родину.
Постоянное присутствие оккупационных войск оставалось заметным. Согласно данным на 1 апреля 1948 года, в Битбурге дислоцировалось 670 офицеров и солдат, а в начале 1950-х годов их численность увеличилась до 1100 при 5127 местных жителях (январь 1952 года). Соотношение оккупационных войск к местному населению в люксембургском северном секторе в 1945 году составляло приблизительно 20 военнослужащих на 1000 жителей, что превышало аналогичные показатели во французской (18 на 1000), британской (10 на 1000) и американской (3 на 1000) зонах оккупации. Одно лишь постоянное присутствие люксембургских военнослужащих на улицах могло восприниматься как фактор психологического дискомфорта.
Несмотря на внешнюю однородность военной формы, люксембургская послевоенная армия отличалась разнородным составом. Большинство офицеров и солдат вступили в ряды вооружённых сил в короткий промежуток времени и были примерно одного возраста, однако их предыдущий военный опыт был существенно различен. Значительная часть военнослужащих имела опыт участия во Второй мировой войне, но в различных и, иногда, в противоположных военных формированиях. В составе армии были как бывшие участники сопротивления, так и бывшие призывники вермахта, выжившие узники концлагерей, добровольцы из союзных армий, легионеры французского Иностранного легиона, а также молодые курсанты. Это разнообразие создавала сложную социальную динамику внутри армии. Несмотря на различия в прошлом опыте, большинство люксембургских солдат объединяло пережитое личное страдание и несправедливость во время войны, а также ощущение себя и своих семей жертвами нацистского режима. Это создавало основу для формирования общего чувства обиды и стремления к возмездию по отношению к Германии. Гийом Альбрехт, капитан 1-го пехотного батальона, считал, что его армия только и ждёт, чтобы «задушить пруссаков».

### Немецкий персонал на службе у оккупантов
В люксембургских казармах и военных учреждениях работали немецкие повара, уборщики, электрики, разнорабочие, автомеханики, а на начальном этапе также военнопленные. Трудовые отношения и схожий военный опыт (значительная часть люксембуржцев была призвана в вермахт) способствовали установлению контактов между немецким персоналом и люксембургским командованием. В отчётах французской жандармерии об инцидентах в битбургских трактирах, помимо люксембургских солдат, упоминались их спутники, в том числе немецкие механики.
Часть местного населения негативно относилась к немецкому гражданскому персоналу из-за их близости к оккупационным войскам. Сообщается, что в июле 1947 года чиновник мэрии Битбурга предостерег немецких рабочих, занятых на работах в казармах, заявив, что их имена фиксируются и после ухода люксембуржцев их положение ухудшится. Люксембургский городской комендант выступил с заявлением, расценив действия немецкого бургомистра как нападки на оккупационные власти. Люксембургские оккупационные власти оказывали поддержку немецким военнопленным, работавшим в казармах в первые послевоенные годы. Сближению способствовал общий военный опыт, поскольку многие люксембургские солдаты, будучи призванными в вермахт, также пережили кратковременный плен. Известен случай, когда унтер-офицер Марсель Г., ранее находившийся в британском плену, одолжил свой мотоцикл немецкому военнопленному, однако он не стал его возвращать. Другой военнопленный, Эрих Глуфф, после освобождения в 1947 году выразил благодарность люксембургским офицерам за обращение и доверие во время его пребывания в Битбурге.
Каждой семье офицера и унтер-офицера бесплатно предоставлялась немецкая горничная. В то время как некоторые оккупанты сохраняли дистанцию со своими служащими, другие, как унтер-офицер Юбер С., не видели необходимости в этом персонале, третьи устанавливали тесные отношения со «своими» горничными. Так, офицер Йозеф В. после окончания оккупации поддерживал связь с Эрной Н., которая три года ухаживала за его дочерью. Другие оккупанты, например, унтер-офицер Марсель Г., после 1955 года продолжали поддерживать контакты со своими бывшими немецкими соседями.

## Управление

### Военные патрули и инциденты
В конце ноября 1945 года, после прибытия люксембургских оккупационных войск, в Битбурге были установлены контрольно-пропускные пункты на ряде улиц, где проводились обыски и проверки документов у местного населения. Для гражданских лиц был введен комендантский час, начинавшийся с раннего вечера, за нарушение которого люксембургская сторона применяла строгие меры. Во время ночных патрулей военнослужащим был отдан приказ об аресте всех встреченных мужчин и фиксации данных их спутниц. В случае попытки к бегству или сопротивления допускалось стрелять на поражение по убегавшим. Известны случаи, когда в марте 1946 года люксембургские военные патрули применяли огнестрельное оружие против гражданских лиц, причиняя ранения. Подобные инциденты в начальный период оккупации были связаны как с недостаточным опытом люксембургских оккупационных войск, так и с опасениями относительно деятельности национал-социалистических подпольных организаций. Несмотря на отсутствие зафиксированных случаев диверсий со стороны немецкого населения в округе, опасения, связанные с возможной деятельностью «Вервольфа», сохранялись. В обстановке недоверия реакция люксембургских солдат на незначительные происшествия могла быть непропорционально жесткой.
Согласно показаниям торговца Петера М., в марте 1946 года он и его коллега были задержаны в нетрезвом состоянии во время дорожного контроля. Сообщается, что при доставлении в казарму задержанных избивали, а также заставляли бежать, несмотря на жалобы Петера М. на проблемы с сердцем. В казарме их поместили в одиночные камеры без мебели на 20 часов, после чего заставляли убирать территорию, продолжая применять физическое насилие. Также сообщается о случаях унижения, включая принуждение к употреблению пищевых отходов и исполнению нацистских песен.
Медицинское обследование выявило у Петера М. сотрясение мозга и гематомы и признало торговца нетрудоспособным. Несмотря на запросы французской стороны, информация о наказании виновных военнослужащих отсутствует. В подобных ситуациях страх потери контроля над общественным порядком в сочетании с личными антинемецкими настроениями могли приводить к агрессивным действиям со стороны оккупационных войск. Регулярные проверки и подобные инциденты, вероятно, вызывали чувство удовлетворения и безопасности у оккупантов, но воспринимались местным населением как проявление угнетения и вызывали атмосферу страха перед произволом. В первые годы оккупации отмечалась практика унижения со стороны люксембургских оккупационных сил в публичном пространстве.
Тем не менее, насильственные столкновения между люксембургскими оккупантами и немецкими оккупированными не были исключением до начала 1950-х годов. Во многих случаях они являются явным признаком потребности в силе и контроле над оккупированными немцами со стороны оккупационных войск, переживших войну. Так, вечером 7 декабря 1947 года люксембургские солдаты без предупреждения схватили врача-специалиста доктора Лёнхарда за шею и «бросили на землю в уличную грязь».
12 декабря 1948 года зафиксирован инцидент, когда группа пьяных люксембургских солдат избивала прохожих на улицах, в результате чего несколько человек получили тяжёлые ранения. Битбургский городской совет обсуждал данное происшествие на внеочередном заседании, однако информация об ответной реакции люксембургской стороны не представлена. Местный врач, подвергшийся нападению ранее, выразил обеспокоенность по поводу своей безопасности в письме люксембургскому городскому коменданту. Подобная политика, включавшая акты унижения и насилия, а также отсутствие адекватного реагирования со стороны командования, привела к тому, что к концу 1940-х годов жители Битбурга стали избегать публичных мест, уступая их оккупационным войскам, и стали больше времени проводить дома и в ближайшем окружении.

### Социальное взаимодействие в заведениях
Доступ на территорию люксембургских казарм, включая мастерские, столовые и зоны отдыха, был разрешен только военнослужащим в форменной одежде, членам их семей и аккредитованному немецкому гражданскому персоналу. Для оккупационных войск, от которых ожидалось соблюдение определенных моральных и культурных стандартов в оккупированной зоне, значительная часть зданий в городе была недоступна. Район железнодорожного вокзала, непосредственно прилегающий к казармам, был для военнослужащих зоной ограничения, а некоторые заведения, такие как пивной ресторан «Zum Simonbräu» при пивоварне Bitburger, вскоре были внесены в список запрещенных для посещения. В первые годы оккупации посещение немецких народных гуляний и танцевальных вечеров было запрещено для всех военнослужащих оккупационного контингента, а проведение германо-люксембургских спортивных мероприятий не предусматривалось.
После инцидента на ярмарке в Гайхлингене в августе 1950 года, где произошла драка между военнослужащими и местными жителями, французский военный комендант Северной оккупационной зоны вновь ввел строгий запрет на посещение «заведений, где шумное веселье свидетельствует о присутствии лиц в состоянии опьянения и возможности инцидентов». В то же время посетители немецких заведений демонстрировали крайне сдержанное отношение к присутствию люксембургских военнослужащих в их привычных местах встреч. В кафе Barg в Верхнем Битбурге зафиксированы случаи, когда постоянные пожилые клиенты выражали свое недовольство присутствием люксембургских солдат, в частности, исполнением песни «Граф Люксембург», которая могла быть воспринята как провокация. Полуобщественные пространства, такие как пабы и рестораны, предоставляли возможность сплоченным группам постоянных клиентов более выраженно демонстрировать свое отношение к оккупационным войскам.
Имеются свидетельства того, что некоторые жители Битбурга недвусмысленно показывали люксембургским посетителям свое нежелание видеть их в местных заведениях. В качестве примера можно привести инцидент, произошедший в кафе Barg 14 мая 1948 года, когда владелец выпроводил двух нетрезвых люксембургских солдат, вступивших в конфликт с немецкой свадебной компанией, что привело к потасовке. Информация о подобных случаях подтверждается жалобой генерала Кёнига от 7 июня относительно «повторяющихся инцидентов».
Со временем, по мере отдаления от событий войны, отношения между гражданами Германии и военнослужащими Люксембурга в полуобщественных пространствах стали меняться. Солдаты, прибывшие на службу в Битбург в 1950-х годах, в основном сохранили положительные воспоминания о посещении местных ресторанов и установлении контактов с немецкими посетителями, особенно с молодыми женщинами. Для офицеров и унтер-офицеров, имевших семьи, люксембургская оккупационная армия формировала свою обособленную социальную среду. Семьи проживали в реквизированных немецких домах, пользовались услугами немецкого обслуживающего персонала и получали приглашения на мероприятия, организованные французской стороной, а также на тематические вечера в офицерском клубе и чаепития в Трире.
Люксембургский гарнизон и их семьи имели доступ к ряду привилегий и ресурсов. Для семей военнослужащих функционировал продуктовый магазин Économat, предлагавший широкий ассортимент продуктов, включая деликатесы. Генеральным штабом поддерживалась практика бесплатного обеспечения семей люксембургскими продуктами. Для детей офицеров и унтер-офицеров была открыта люксембургская школа, а роды рекомендовалось проводить на территории Люксембурга. 6 декабря проводилось празднование дня святого Николая (Клеэшена), когда офицер, переодетый в святого, посещал семьи и дарил детям традиционные подарки. Также отмечался Национальный день Люксембурга (Groussherzoginsgebuertsdag) с проведением торжеств и праздничного обеда. Офицерский состав имел доступ к офицерскому клубу, где после службы предлагалось люксембургское пиво и мозельское вино, что вызывало общественную критику. Военнослужащим, не употребляющим алкоголь, предоставлялась возможность проводить свободное время в охотничьих угодьях батальона, составлявших 8000 гектаров.
Обособленная социальная среда, формируемая для люксембургских военнослужащих и их семей, была ограничена от местного населения и имела выраженную гендерную специфику. Женщины военнослужащих, как правило, не участвовали в некоторых видах деятельности, доступных для мужчин, например, охоте. В то же время для женщин были характерны свои социальные практики, связанные с семейным бытом и социальной жизнью, что отмечала, например, Шарлотта Ф., которая с 1949 года жила со своим мужем и двумя детьми в служебной квартире напротив казарм, воспринимала свой повседневный мир как своего рода золотую клетку: привилегированную благодаря статусу оккупантов, но в остальном очень ограниченную и скучную.

### Жилищная ситуация

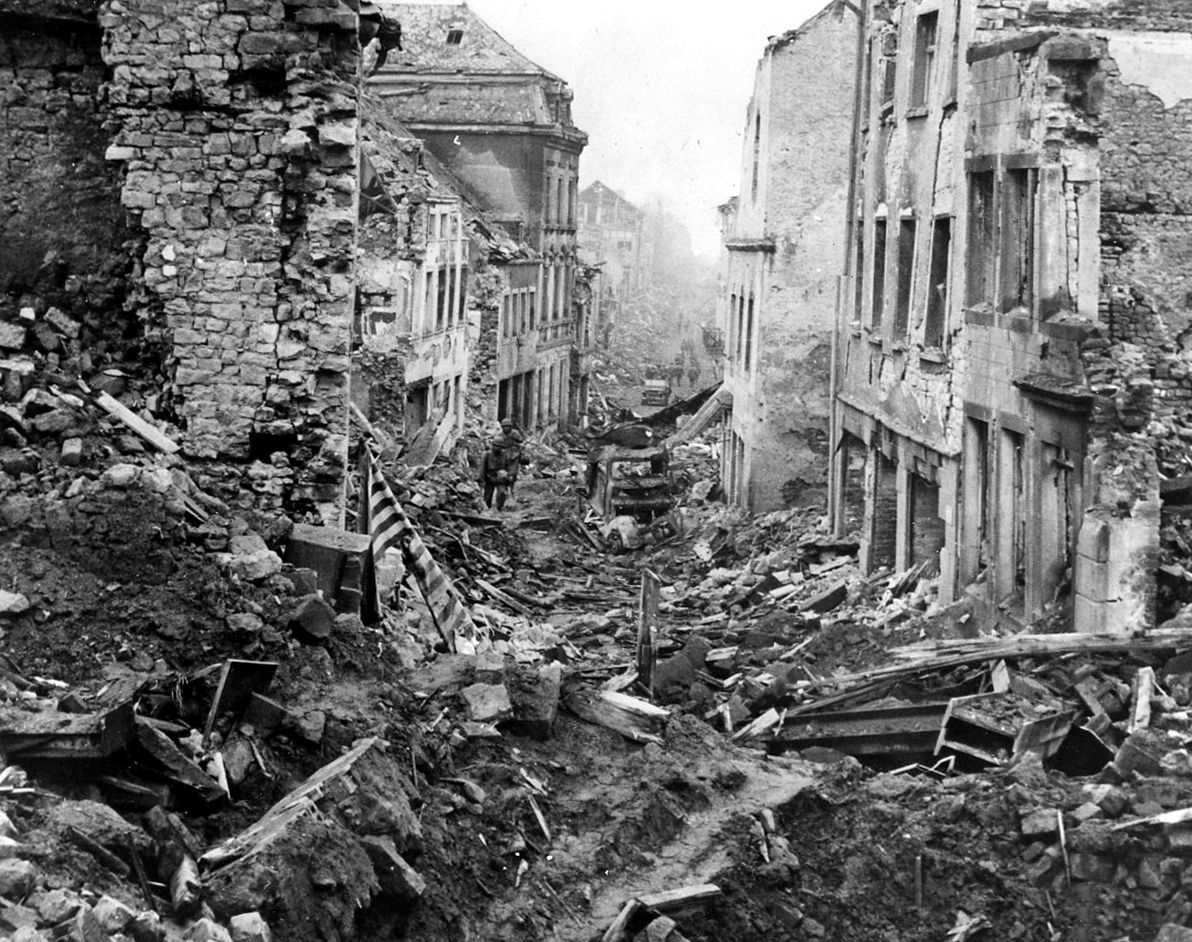
Сильно разбомбленная улица в Битбурге, Германия, 28 февраля 1945

В первые месяцы оккупации, несмотря на официальный запрет входа в частные немецкие жилища до ноября 1946 года, имели место случаи проникновения люксембургских солдат в частные жилища гражданского населения. Эти действия, воспринимаемые как демонстрация силы и унижения, вызывали беспокойство среди местного населения. Так, в марте 1946 года мэр Битбурга сообщал о систематических проверках жилых домов, в ходе которых солдаты вторгались в частные помещения, включая шкафы и ящики, якобы в поисках скрывающихся военнослужащих. Сообщалось о случаях принуждения гражданских лиц, включая женщин и молодых девушек, к выходу из постели для предъявления документов, часто без возможности должным образом одеться. В случаях отказа открыть дверь солдаты могли применять силу, вплоть до взлома дверей и окон. Отказ во впуске в жилище во время обысков нередко становился поводом для применения физической силы и даже огнестрельного оружия. В одном из зафиксированных инцидентов житель Битбурга Матиас П. после отказа предоставить ночлег пьяному солдату, подвергся нападению со стороны этого солдата и патруля, которые принудили его семью выйти на улицу и произвели выстрелы из огнестрельного оружия в их сторону.
Оккупированным жителям было запрещено обращаться с жалобами к французской военной администрации, что, вероятно, создавало у оккупантов ощущение безнаказанности. Так, в мае 1949 года зафиксирован случай попытки изнасилования несовершеннолетней жительницы Битбурга люксембургским солдатом. Несмотря на арест подозреваемого военной полицией, неизвестно, было ли ему предъявлено обвинение военным трибуналом. В то же время, частное пространство также могло стать местом установления контактов и даже дружеских отношений между оккупантами и оккупированными. Например, семья Эльзы Б. регулярно принимала трех люксембургских солдат на ужин, которые в благодарность делились с главой семьи своими сигаретными пайками.
Однако массовая реквизиция жилья люксембургскими оккупантами неизбежно приводила к конфликтам в условиях тесного проживания. Размещение пехотного батальона в сильно разрушенном Битбурге усугубило и без того острую ситуацию с жильем. Из 900 домов 524 были полностью уничтожены, а 376 получили значительные повреждения. Основные силы оккупационных войск разместились в бывших казармах вермахта на окраине города, однако для офицерского состава и военной администрации гражданские помещения в черте города подвергались реквизиции. Офицерский клуб был размещен в вилле Лимбург, городской комендант на первых порах проживал в доме семьи Симон, владельцев пивоварни Bitburger, а затем переехал на виллу доктора Аубарта. Остальные офицеры (24 человека в марте 1946 года) были расселены по квартирам в разных частях города. Для многих жителей Битбурга реквизиция жилья привела не только к потере физического пространства, но и к ощущению незащищенности в условиях послевоенной неопределенности.
Реквизиции, проводимые люксембургскими оккупационными силами, вызывали у гражданского населения, отступившего в свои дома, «не только ужасное разочарование, но и прямо-таки безмерное озлобление», как отмечал мэр города. Однако гнев оккупированных редко был направлен непосредственно на оккупантов, с которыми у них был ограниченный контакт. Недовольство в основном обрушивалось на городских чиновников, которые по распоряжению гарнизона лично сообщали о выселениях. Так, в мае 1946 года мэр Нидерпрюма жаловался на то, что регулярно подвергается «непримиримой ненависти населения, и без того сильно пострадавшего от войны», так как большинство населения воспринимало немецкую администрацию как «угодливого и пресмыкающегося лакея оккупационных властей». Ситуацию усугубляли массовые конфискации мебели и предметов обихода, которые часто проводились с нарушениями.
Лишь к середине 1946 года командование стало более строго регулировать данные действия, а впоследствии их объемы значительно сократились. Тем не менее, несмотря на усилия франко-люксембургской жилищной комиссии, к концу 1947 года жилищная ситуация оставалась крайне напряженной. Разрешение на переселение членов семей офицерского и унтер-офицерского состава в люксембургские сектора, введенное в сентябре 1947 года, привело к жилищному кризису в Битбурге к 1951 году. Офицерам полагались служебные квартиры с отдельной спальней, кухней, столовой, гостиной и спальней для каждого ребенка, унтер-офицерам — аналогичные условия, но без гостиной. Однако такие требования было крайне сложно удовлетворить в условиях разрушенного войной Битбурга. Запланированное на 1948-49 годы удвоение численности гарнизона и, соответственно, командного состава еще более обострило ситуацию. В начале декабря 1948 года люксембургский генеральный штаб сообщил французским оккупационным властям о планах увеличения гарнизона с 500 до 1200 человек к 1949 году, что неизбежно требовало ремонта казарм и реквизиции еще 17 немецких квартир. Однако французская администрация, чьи офисы в то же время планировали переезд из Кильбурга в Битбург, посчитала это требование трудновыполнимым.
Переезд французской военной администрации городской голова считал «почти неразрешимой проблемой». В связи с этим объявление об увеличении люксембургского контингента вызвало сильное сопротивление в Битбурге. Многие домовладельцы приостановили строительные работы, предпочитая жить в поврежденных войной домах, чем передавать отремонтированное жилье оккупантам. В январе 1949 года в ситуацию вмешался премьер-министр Рейнланд-Пфальца Петер Альтмейер, безуспешно обратившийся с просьбой об отмене размещения люксембургских войск в Битбурге. Для решения проблемы реквизиций в 1950 году французские оккупационные власти предложили люксембургскому генеральному штабу строительство отдельного жилого квартала, что было воспринято с одобрением. Квартал Cité Jean l’Aveugle, названный в честь люксембургского национального героя, отвечал требованиям люксембургской администрации. С одной стороны, он позволял избежать конфликтов, связанных с реквизициями, а с другой — создавал отдельную жилую зону для командного состава гарнизона.

### Флаг как элемент унижения

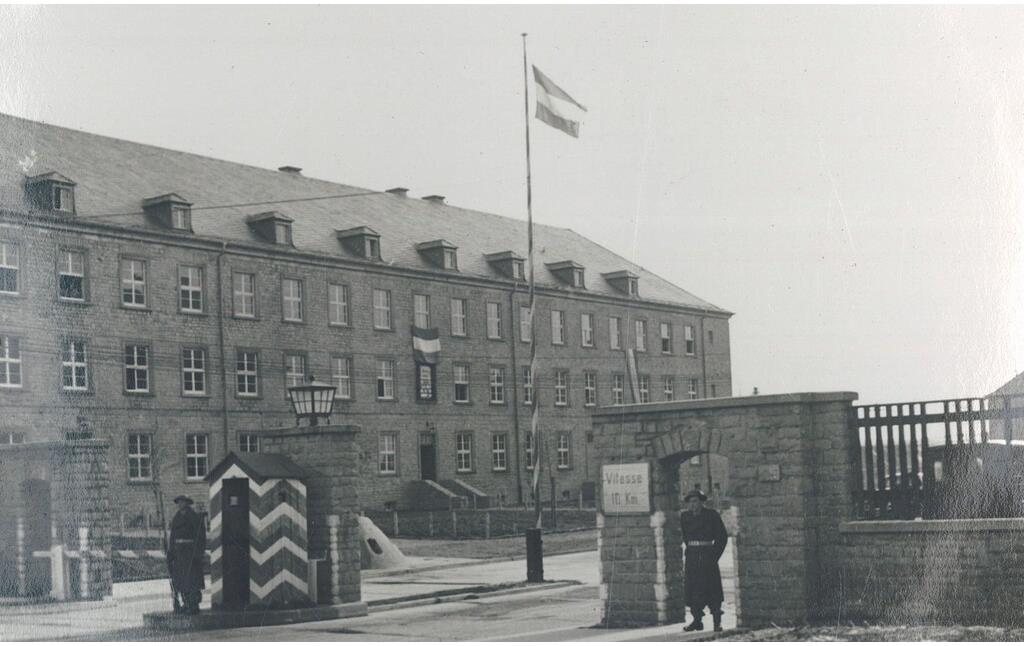
Люксембургская армия в Битбурге, 1953 год

Центральным элементом оккупационного режима в Битбурге стало демонстративное поднятие люксембургского флага на военных объектах. Для многих солдат, имевших боевой опыт, это было «большим удовлетворением, когда наш флаг впервые был поднят в ходе официальной церемонии на прусской земле. Наш флаг, который был втоптан в грязь пруссаками и навсегда останется для нас самым святым символом!». Перед казармой и офицерским собранием был установлен постоянный караул люксембургских военнослужащих, обязанностью которых была охрана флага и требование приветствия флага от проходящих людей. Лица, отказывавшиеся приветствовать флаг, подвергались принуждению, включая сбивание головных уборов и подвешивание их на натянутой веревке. Сообщается о случаях, когда местных жителей заставляли минутами бегать вокруг флагштока или становиться на колени в уличной грязи. По мнению многих люксембургских солдат, такая мера была проявлением «поэтической справедливости», поскольку именно немцы во время своей оккупации навязали ежедневный салют нацистскому флагу.
От водителей автомобилей и повозок требовалось объезжать флагшток несколько раз, при каждом круге снимая головной убор. Головной убор в данном контексте приобретал символическое значение, а его принудительное снятие интерпретировалось как лишение достоинства. Некоторые оккупационные военнослужащие, как например офицер Йозефа В., несмотря на личную неприязнь к немцам, считали такие меры наказания чрезмерными. Французское военное правительство отмечало влияние семей люксембургских военнослужащих, которые, по их мнению, подстрекали к более жестким мерам в отношении немецкого населения. Данные меры привели к тому, что жители Битбурга избегали центральных улиц, используя альтернативные маршруты, что, в свою очередь, дало неофициальное название улице Адригштрассе — «дорогой уклонения от флага».
Несмотря на то, что 12 марта 1946 года армейское руководство, наконец, вмешалось, чтобы положить конец таким публичным проявлениям унижения со стороны люксембургских солдат, оно все же решило сохранить обязательство для немецких мужчин приветствовать люксембургский флаг. В результате издевательства и позор немцев со стороны мстительных оккупантов продолжались спорадически до начала 1950-х годов. Индивидуальные и коллективные расправы со стороны люксембургских оккупационных солдат оставались широко распространенными и принятыми — или, по крайней мере, молчаливо допускались.

### Парад гарнизона

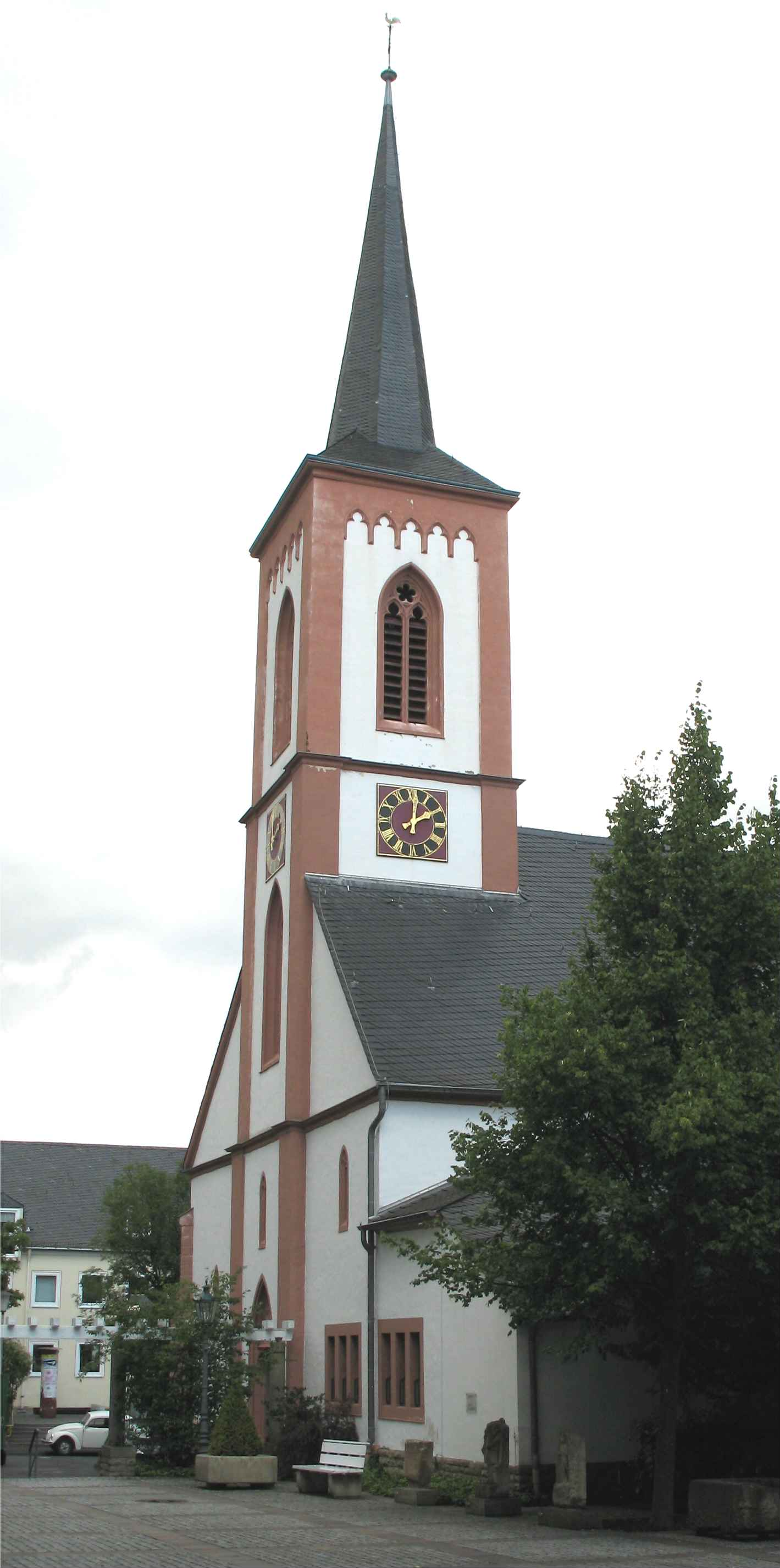
Церковь в Битбурге, 2005 год.

Люксембургские военные регулярно проводили публичные мероприятия, демонстрируя свое присутствие в качестве оккупационных сил. Одним из таких мероприятий был воскресный церковный парад гарнизона. Батальон выстраивался и маршировал от казарм на окраине города до католической церкви Либфрауэнкирхе в Верхнем городе, где в 9:30 проводилась отдельная месса для люксембургских военнослужащих. Парад проводился с целью демонстрации военной силы, а в случае, если немецкие мужчины не снимали головные уборы при прохождении батальонного знамени, люксембургская военная полиция могла принудительно снять их. В первые послевоенные годы парад проходил при вооружении и под контролем военной полиции, однако со временем он стал восприниматься как относительно мирное проявление сосуществования.
После парада многие жители Битбурга посещали службу в церкви Либфрауэнкирхе, предназначенную для люксембургских военнослужащих и их семей. Такая посещаемость объяснялась общим католическим вероисповеданием, почитанием общих региональных святынь (например, культ святой Марии как «Утешительницы скорбящих»), а также лингвистической близостью люксембургского и битбургского диалектов. Люксембургский унтер-офицер Марсель Г. считал Битбург «землей Марии», имеющей духовную и языковую связь с Люксембургом. Для местной жительницы Марии Х., пережившей оккупацию, люксембургская воскресная месса являлась важным средством общения с оккупационными войсками из-за понятного языка богослужения, в отличие от латинской службы, проводимой немецкими священниками. Несмотря на отсутствие прямого индивидуального взаимодействия во время мессы, она способствовала коллективному религиозному сближению.

### Чёрный рынок
До ноября 1946 года для оккупационных войск действовал запрет на братание, ограничивавший неслужебные контакты с немецким гражданским населением. В связи с этим, социальные взаимодействия происходили неофициально. По словам бургомистра Битбурга, до денежной реформы в июне 1948 года отмечалась активная деятельность черного рынка. Экономическая ситуация в регионе Айфель в первые послевоенные годы была сложной, особенно для городского населения, которое, в отличие от сельского, не имело возможности самостоятельно обеспечивать себя продовольствием. Рационы, выдаваемые до 1948 года, составляли от 900 до 1200 калорий, что было меньше половины суточной потребности взрослого человека. Наблюдался дефицит мяса, жиров и белков, а стоимость таких товаров, как кофе, была высокой.
Оккупационные войска использовали свое материальное положение для получения выгоды посредством бартера с местным населением. Эта неформальная торговля привела к возникновению экономической взаимозависимости и социальных связей между оккупантами и оккупированными. Имеются свидетельства о случаях, когда вмешательство французской или немецкой жандармерии в деятельность черного рынка приводило к солидарности между оккупантами и оккупированными. Например, 6 декабря 1946 года зафиксирован инцидент, когда трое люксембургских солдат вступили в конфликт между немецкими спекулянтами и немецкими жандармами, поддержав первых. Во время инцидента солдаты оскорбляли жандармов: «Вы, тюремные мешки, прусские свиньи, нацистские собаки, зеленые подонки, вы сами все сожрете, что конфискуете», и немецким жандармам пришлось отступить перед люксембургским солдатом с ножом. В рапорте жандармского вахмистра окружной инспекции Битбурга отмечалось, что это не первый случай, когда люксембургские военнослужащие препятствовали исполнению служебных обязанностей немецкой жандармерии.

## Взаимоотношение
Люксембургская оккупация стала важным периодом, который определил взаимодействие между люксембуржцами и немцами в послевоенный период. Оккупационная зона стала площадкой для социальных контактов и, одновременно, проявлением поляризованных политических взглядов. Важной особенностью данного периода было то, что все люксембуржцы свободно владеют как французским, так и немецким языками — это была фактически единственная зона, в которой оккупанты и оккупированные говорили на одном языке. Люксембургский период оккупации оказал глубокое влияние на все аспекты повседневной жизни в подконтрольных районах Германии, создав своего рода «повседневное чрезвычайное положение». Это потребовало от обеих сторон — оккупантов и оккупированных — выработки некоего modus vivendi, что привело к значительным политическим, социальным, культурным и материальным последствиям для обеих сторон.
Хотя повседневная жизнь в условиях люксембургской оккупации и стала привычной, отношения между оккупантами и оккупированными оставались динамичными и неопределенными до вывода войск в 1955 году. Эти отношения, изначально конфликтные, постепенно трансформировались, размывая четкое разделение на «оккупантов» и «оккупированных» через взаимодействие и изменение оккупационной политики, что привело к ситуации, когда разделительные линии между группами были нечеткими, а отношения, включающие широкий спектр взаимодействий, от общих языковых и религиозных связей до экономических и сексуальных, оставались противоречивыми и непредсказуемыми до конца оккупации.

### Реакция люксембуржцев
В Люксембурге участие страны в оккупации Германии вызывало чувство гордости и национального подъёма. Люксембургские журналисты и общественные деятели того времени рассматривали оккупацию как «исторический момент для Люксембурга» и «новый период в люксембургской истории». «10 мая 1940 года [нацистское вторжение в Люксембург] было великолепно отомщено. Роли поменялись: нацисты, бывшие угнетатели, теперь должны подчиняться некогда угнетенным, нынешним собратьям-победителям. Злорадство берет верх, нравится это или нет» —праздновала левая газета Escher Tageblatt 13 ноября 1945 года.
Для многих люксембургских солдат участие их страны в оккупации послевоенной Германии воспринималось как символическая компенсация за личные и коллективные страдания, пережитые во время национал-социалистической оккупации Люксембурга. Таким образом, действия и настроения люксембургских оккупантов в значительной степени определялись опытом предшествовавшей оккупации и аннексии их страны нацистской Германией. Девиз «Теперь наша очередь быть оккупантами!» отражал восприятие люксембургской оккупации как смены режимов и широко отмечался в люксембургском обществе и армии. Многие люксембургские оккупанты использовали свое политическое и военное превосходство для выражения своих личных реваншистских обид по отношению к «пруссакам».
В обществе и СМИ оккупация интерпретировалась как смена ролей, когда Люксембург, который был оккупирован нацистской Германии, сам стал оккупационной державой. Люксембургские СМИ использовали риторику и образы, акцентировавшие эту смену ролей, чтобы подчеркнуть, как изменились властные отношения. В первые недели оккупации появились карикатуры, рисунки и фотомонтажи, часто с юмором изображавшие инверсию оккупационных ролей. Например, карикатурист Пьер Бергем в газете Luxemburger Wort представил карикатуру «Chacun son tour», где солдат вермахта и люксембургский лейтенант в одинаковой позе маршировали по мосту Адольфа в Люксембурге и по оккупированному Битбургу соответственно.
Термин Lebensraum (жизненное пространство) использовался сатирически для обозначения люксембургской оккупационной зоны, а вступление люксембургских войск в Германию высмеивалось как запоздалое осуществление нацистской политики Heim ins Reich (Домой в Рейх). Однако, если оккупация рассматривалась как зеркальное отражение нацистского режима, возникал вопрос о различии между этими двумя формами правления. В армейском справочнике «Les Luxembougeois en Allemagne» («Люксембуржцы в Германии») была представлена позиция, согласно которой, борясь против варварства, люксембургские солдаты не должны уподобляться ему. Тем не менее, желание мести, по всей видимости, превалировало над моральными сомнениями.

### Реакция немецкого населения
Оккупация со стороны небольшого соседнего государства воспринималась как национальный позор и унижение, а люксембургских солдат регулярно с чувством превосходства из-за их зависимости от французских гражданских властей насмешливо называли «оккупантами 2-го и 3-го класса». Еженедельник Die Zeit характерно высмеивал люксембуржцев за «желание поиграть в оккупацию в бедном, жалком округе» Битбург.
Вмешательство оккупантов в личную жизнь расценивалось немцами не только как повседневный раздражающий фактор, но и как экзистенциальная угроза.

## Временная аннексия части территорий

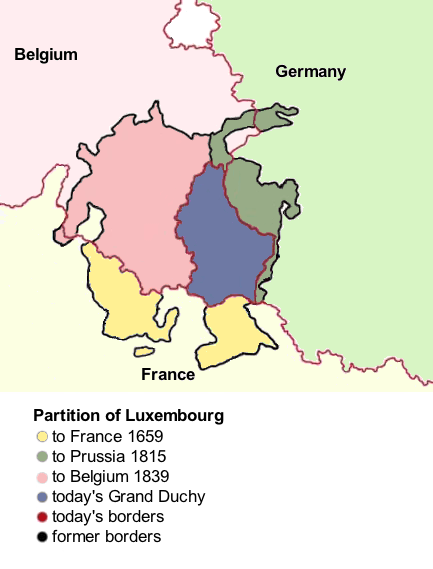
Три раздела Люксембурга существенно сократили территорию Люксембурга в пользу трех соседних стран.

После освобождения Великого Герцогства в Люксембурге с разных сторон были выдвинуты требования к Германии относительно территорий. С люксембургской стороны они представлялись не как аннексии, а как «дезаннексии», поскольку требуемые территории ранее, вплоть до Венского конгресса 1815 года, были частью бывшего герцогства Люксембург. Связанный с люксембургскими движениями сопротивления «Люксембургский национальный союз» требовал возвращения всех территорий, отторгнутых от Люксембурга в 1815 году, за исключением некоторых небольших территорий у Дауна и Шляйдена. Самые радикальные сторонники такой аннексионной политики даже требовали, чтобы немецкое население этих территорий было выселено.
Сторонники «дезаннексии» немецких территорий в пользу Люксембурга обосновывали свои требования историческими, политическими и экономическими аргументами. Они указывали на произвольный характер люксембургских территориальных уступок Пруссии, предписанных Венским конгрессом. Их рекламация включала в себя лишь возврат бывших люксембургских территорий. Они также считали эти территории необходимыми по военно-стратегическим причинам, поскольку только с посредством их возвращения в Люксембург можно было гарантировать безопасность Великого Герцогства. Кроме того, они указывали на то, что население этих немецких территорий желает их аннексии к Люксембургу, и, кроме того, жители присоединяемых территорий говорят по-люксембургски.
Экономические соображения составляют суть люксембургских требований. Поскольку богатые сельскохозяйственные регионы Люксембурга были сильно разрушены в ходе наступления Рундштедта, то районы Айфеля должны были улучшить снабжение Люксембурга сельскохозяйственной продукцией. Также для жителей приграничных районов будут устранены препятствия при экономическом использовании своих земель и владений на другой стороне рек Ур, Зауэр и Мозель, то есть до сих пор за границей.

Кроме того, Люксембург планировал построить гидроэлектростанцию на Уре, недалеко от Виандена, проект, который обсуждался с 1920 года, но не был реализован по разным, в том числе военным причинам. В случае включения требуемой немецкой полосы земли плотина на Уре стала бы чисто люксембургским проектом, который не нужно было бы обсуждать и согласовывать с Германией. Кроме того, планируемое расширение территории обеспечило бы доступ Великого Герцогства к немецкой железнодорожной сети на правом берегу Мозеля, а также к немецкой дорожной сети за пределами существовавших до сих пор пограничных рек, что привело бы к значительному улучшению транспортной инфраструктуры Люксембурга. Прежде всего, принятие немецких железнодорожных линий считалось необходимым условием для прибыльности вновь созданной люксембургской железнодорожной компании. «Люксембургский национальный союз» в заключение написал министру иностранных дел Жозефу Бешу: «Без дезаннексии, без белой угольной промышленности и без промышленности, нас подстерегает конец, и наша независимость станет не более чем фикцией, рано или поздно мы упадем, как спелый плод, в лоно соседней страны, более усердной».

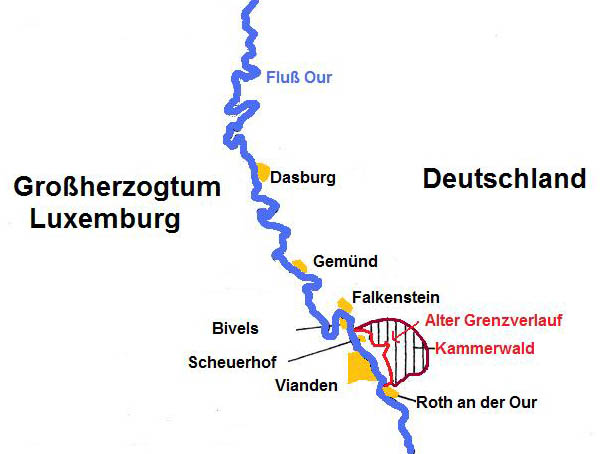
Карта границы между Германией и Люксембургом в районе Зауэра и Ура

Хотя не все сторонники «политики дезаннексии» считали, что значение немецких территорий является абсолютно жизненно важным для государственности и независимости Великого Герцогства, все они подчеркивали экономическую выгоду, экономические преимущества, которые Люксембург получит от этих территориальных расширений. Таким образом, в некоторых частях населения было желание создать «Великий Люксембург». Однако большая часть населения была против этих далеко идущих аннексионных планов. Многие люди опасались «перенаселения» Люксембурга, если бы десятки тысяч немцев были включены в состав страны. Аннексионные планы Люксембурга в любом случае не могли быть реализованы без одобрения союзников.
Присутствие люксембургских войск на немецкой территории рассматривалось как инструмент давления на будущее германское государство. По мнению министра иностранных дел Жозефа Беша, целью было не только получение репараций, но и создание предпосылок для возможной аннексии приграничных территорий. Люксембургское правительство, особенно в первые послевоенные годы, проводило политику, направленную на подготовку аннексии, где оккупационные войска должны были сыграть роль «послов в униформе». В конце 1945 года министр армии поручил начальнику Генерального штаба: «Задача, которую должен выполнить солдат, состоит не только в том, чтобы обеспечить порядок и безопасность в люксембургском секторе, но и в том, чтобы доказать жителям своим правильным и дисциплинированным отношением, что он приходит не как угнетатель, а с целью подготовить посредством справедливой оккупационной политики возможную аннексию этой территории».
Люксембургское правительство в меморандуме от 27 ноября 1946 года потребовало перемещения границы на 5-10 км вглубь немецкой территории (территория, где население составляло от 20 000 до 30 000 человек). Оно утверждало, что немецкие территории являются залогом для компенсации последствий войны. Однако это требование, как и бельгийское и французское, не было поддержано «Большой тройкой» США, Великобританией и Советским Союзом. Аналогичная попытка в 1947 году провалилась. Внутри правительственной коалиции социалисты выступали за отказ от каких-либо требований к Германии относительно территорий.

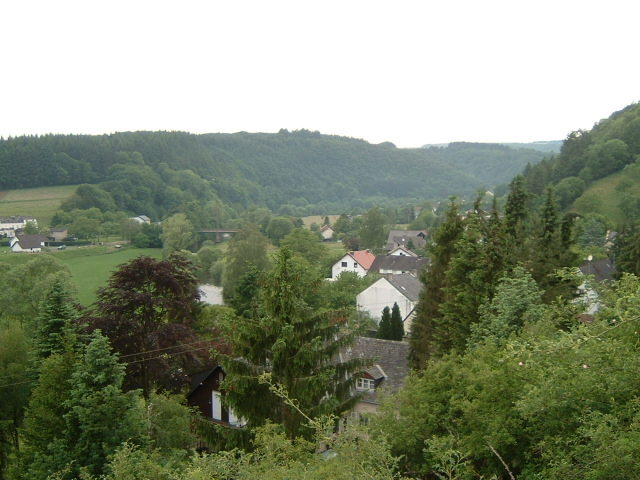
Рот-на-Оуре в 2007 году

В 1949 году западные союзники разрешили лишь незначительные изменения границ. Так, французское военное правительство постановило о включении Камервальда с деревней Рот (территория в 547 гектар) в состав люксембургской территории (постановление № 212 от 23 апреля 1949 года). Люксембургское правительство намеревалось управлять Камервальдом как государственным доменом, а жители Рота должны были сохранить немецкое гражданство. При этом, главным мотивом Люксембурга было не расширение территории, а получение компенсации за военный ущерб. Вскоре Люксембург также отказался от принятия деревни Рот и удовлетворился уступкой Камервальда, который 29 апреля 1949 года перешёл от Германии к Люксембургу. Однако, поскольку Камервальд не представлял для Люксембурга существенной ценности, 30 сентября 1959 года он был возвращён ФРГ в обмен на выплату репараций в размере 58,3 миллиона немецких марок.

## Прекращение оккупации
Люксембургским войскам пришлось уже в середине 1946 года покинуть оккупированную ими часть округа Саарбург, поскольку эта территория была полностью присоединена к Саарской области.
Вступление в силу 5 мая 1955 года Парижских соглашений, положивших конец оккупационному режиму Федеративной Республики Германии, влечет за собой полный вывод люксембургских войск. 10 июля 1955 года, после принятия присяги, 2-й батальон покидает Битбург, чтобы вернуться в свои новые казармы в Дикирхе. При начале выводе войск сделан символический жест люксембургского гарнизона: в знак германо-люксембургского примирения церкви Либфрауэнкирхе был подарен новый колокол. Французский делегат по случаю вывода небольшого оккупационного контингента из Битбурга заявил, что: «Если многие [немецкие] горожане по разным причинам сожалеют об уходе этого гарнизона, то другие всегда с горечью смотрели на солдат этой маленькой нации, топчущих их землю».
По прибытии в лагерь Харенберг 2-й батальон встретил министр армии Пьер Вернер. В своей приветственной речи министр подвёл итог тому, чего удалось достичь благодаря участию Люксембурга в оккупации Германии: «Армия еще была в пеленках, когда она отправилась в неизвестность для выполнения великой международной миссии. Правительство без колебаний предоставило свой вклад в военную оккупацию Германии. Перемещение на чужую территорию в конечном итоге облегчило формирование армии. Начало, конечно, было несколько трудным: положение оккупанта никогда не бывает легким, армия была неопытной, трагические воспоминания о немецкой оккупации тяжело давили на отношения с местным населением, живущим в условиях, разоренных Битвой за Арденны, отношения с французскими властями, ревностно относящимися к своим прерогативам, не всегда были хорошо определены. Но по прошествии этих десяти лет оккупации, как подчеркивает Пьер Вернер, вчера [во время принятия присяги в Битбурге] мы могли услышать от союзных властей, и особенно от французских командиров, что люксембургские солдаты хорошо справились со своей задачей».

## Память
Люксембургская оккупация остаётся малоизвестным эпизодом послевоенной истории. В коллективной памяти как в Люксембурге, так и в Германии этот период не запечатлелся в виде символически значимого события, в отличие, например, от французской оккупации, которая оставила глубокие следы в памяти немцев. Хотя в обеих странах есть местные и личные воспоминания об этом периоде, особенно в Люксембурге, где многие мужчины проходили военную службу в Германии, общих воспоминаний и образа люксембургской оккупации нет. В 1955 году, после вывода люксембургских войск, в районе Битбурга и Шпангдалема появились американские военные базы, что ещё больше способствовало уходу в тень памяти о люксембургской оккупации.
Спустя 50 лет после окончания оккупации, в 2005 году, в Битбурге прошли памятные мероприятия в рамках 41-го Европейского фольклорного фестиваля, открывшегося «Люксембургским вечером». На него были приглашены более 240 бывших люксембургских солдат, служивших в Битбурге. Программа включала католическую мессу на люксембургском языке, посещение бывшей люксембургской казармы, открытие двойной выставки «Когда Битбург принадлежал Люксембургу» и «Люксембуржцы в Битбурге», а также торжественный вечер с участием высокопоставленных лиц из Люксембурга.
В 2015 году городская администрация Битбурга, отметив, что о десятилетнем пребывании люксембургского гарнизона помнят немногие, инициировала поиск свидетелей и опубликовала архивные фотографии люксембургских солдат в городе.

## Историография
Ограниченный размер территории и наличие хорошо сохранившихся архивных материалов в Люксембурге, Германии и Франции, делают возможным детальное изучение этой оккупационной зоны.
Некоторые историки, такие как Раймон Пуадевен, Ян Виллем Браувер и Стив Кейзер, отмечают участие люксембургских войск в оккупации послевоенной Германии как важный аспект внешней политики Люксембурга после 1945 года, однако в основном рассматривают его в контексте дипломатической и политической истории, не уделяя оккупации как таковой центрального внимания. Незначительное количество исследований рассматривает оккупацию в качестве основного предмета изучения, при этом большинство из них представляют собой работы мемуарного характера, краеведческие очерки или журналистские материалы. Люксембургские и немецкие историки и политологи часто рассматривали данный вопрос как второстепенный или недостаточно значимый, что привело к тому, что основными авторами работ на данную тему стали бывшие военнослужащие, краеведы и журналисты, которые зачастую склонны либо к идеализации, либо к критическому освещению событий. В качестве первых попыток методичного анализа данного вопроса выделяются работы люксембургского историка Жака Ляйдера и французского архивиста Фредерика Ло, однако эти исследования ограничиваются рассмотрением институциональных аспектов, охватывая относительно небольшой объем материала.
Более поздние исследования, в частности работы Феликса Штрайхера, предлагают более широкий взгляд на люксембургскую оккупацию, выходя за рамки институционального подхода и уделяя внимание повседневной жизни и социальным взаимодействиям. В отличие от некоторых предыдущих трактовок, историк Винсент Артузо, полагает, что оккупация не была успешной, потому что оккупанты и оккупированные были похожи в культуре, религии и языке.